# Zofia Grodecka
Zofia Grodecka z domu Wierczyńska (ur. 26 października 1926 we Lwowie, zm. 9 lutego 2020 w Poznaniu) – polska etnografka i muzealniczka, związana z Muzeum Etnograficznym w Poznaniu, żołnierka Armii Krajowej.

## Życiorys
Ojciec Stefan Vrtel-Wierczyński (1886–1963) był bibliotekarzem, bibliografem i historykiem  średniowiecznej literatury polskiej i słowackiej. Matka Janina z domu Anc (1890–1974) pochodziła z kresowej rodziny ziemian Czachowskich. Mieli dwójkę dzieci – Lesława (1915–1998), który był prawnikiem oraz Zofię – etnografkę.
Zofia skończyła szkołę powszechną w Poznaniu, a następnie Szkołę Rodziny Wojskowej w Warszawie. Podczas wojny uczyła się w tajnym gimnazjum im. Aleksandry Piłsudskiej, maturę zdała w czerwcu 1944 roku.
W marcu 1943 roku wstąpiła do Armii Krajowej, przyjmując pseudonim „Ewa”, potem zmieniony na „Biała Ewa”. W Powstaniu Warszawskim walczyła jako strzelec i łączniczka. Była ciężko ranna. Po upadku powstania cała rodzina znalazła się w obozie przejściowym w Pruszkowie, z którego wydostali się dzięki pomocy sanitariuszki – dawnej studentki ojca.
Po wojnie rodzina zamieszkała w Krakowie, wtedy Zofia zdała maturę w czerwcu 1946 roku. W 1947 roku rozpoczęła studia na Wydziale Prawa Uniwersytetu Warszawskiego, które przerwała. Po przeprowadzce rodziny do Poznania rozpoczęła studia na kierunku socjologia i etnografia. Ukończyła je w 1951 roku pisząc pracę magisterską u Prof. dra Eugeniusza Frankowskiego pt. Rybołówstwo ludowe na obszarze Wielkopolski i Ziemi Lubuskiej.
Jej mężem od 1957 roku był Jan Grodecki – polonista i inżynier mechanik.

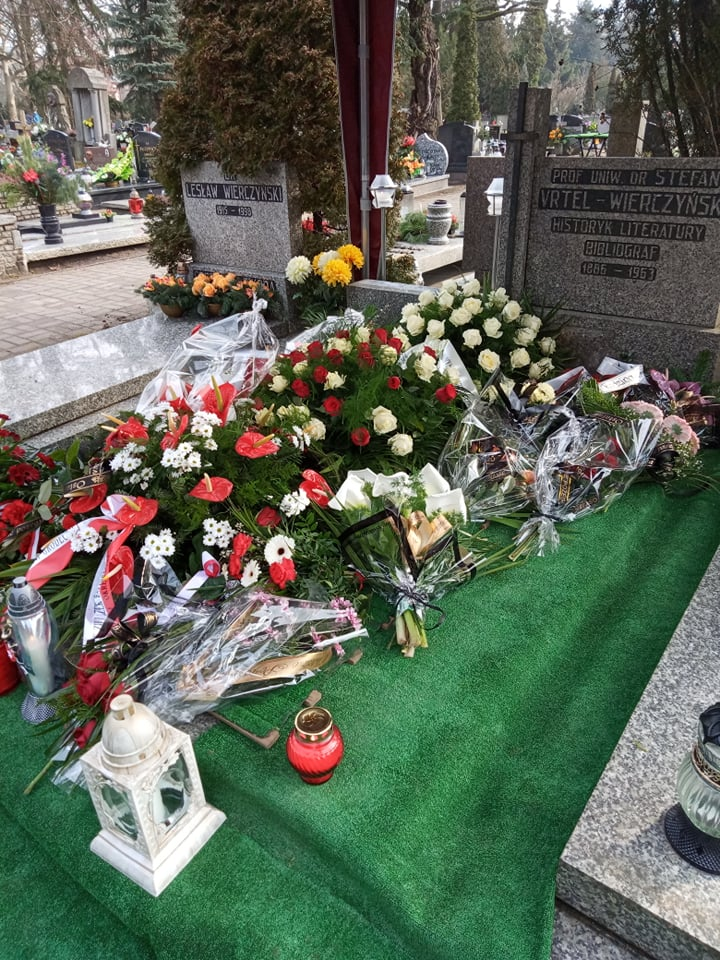
Pogrzeb dr Zofii Grodeckiej na cmentarzu Górczyńskim w Poznaniu, 15 lutego 2020 r.

Została pochowana w grobie ojca na cmentarzu Górczyńskim w Poznaniu (kwatera III, rząd 5, miejsce2)

## Działalność zawodowa
W latach 1954–64 pracowała jako kierowniczka artystyczna w Centrali Przemysłu Ludowego i Artystycznego w Poznaniu. Zajmowała się tkaninami i haftami ludowymi, nadzorowała ich wykonywanie oraz projektowała rekonstrukcje strojów ludowych.
W 1961 roku rozpoczęła pracę w Muzeum Etnograficznym w Poznaniu, jako kierowniczka Działu Tkanin i Ubiorów Ludowych. Odtworzyła zniszczoną podczas wojny kolekcję strojów ludowych oraz opracowała je naukowo. W 1982 obroniła doktorat pt. Dwa typy stroju ludowego na terenie Poznania w XIX i XX wieku oraz ich funkcje społeczno-kulturowe przygotowany pod kierunkiem prof. dra Józefa Burszty.
Prowadziła badania terenowe m.in. w Wielkopolsce, a efektem tych badań było nie tylko systematyczne powiększanie kolekcji muzealnej, ale też liczne artykuły. Opublikowała m.in. cykl artykułów poświęconych wielkopolskim hafciarkom: Aleksandrze Czeluście z Liskowa, Helenie Bernasowskiej i Marcjannie Trzeciak z Goliny, Pelagii Glapińskiej i Elżbiecie Kuźniak.

## Działalność społeczna
Od 1962 roku członkini Polskiego Towarzystwa Ludoznawczego Oddział w Poznaniu. Po transformacji ustrojowej w Polsce zaczęła działać w Światowym Związku Żołnierzy Armii Krajowej, była członkinią Zarządu Okręgu Wielkopolska, redagowała "Biuletyn Informacyjny". Należała do Związku Powstańców Warszawskich. Odznaczona m.in. Krzyżem Oficerskim Odrodzenia Polski (2006), Złotym Krzyżem Zasługi (2002), Krzyżem Armii Krajowej (1996), Warszawskim Krzyżem Powstańczym (1994), Medalem za Warszawę 1939-1945 (1998).

## Zorganizowane wystawy[11]
- Wielkopolska sztuka ludowa (wspólnie z dr Stanisławem Błaszczykiem), 1961
- Ludowy haft wielkopolski, 1964
- Sztuka ludowa na Pałukach, 1969
- Stroje, hafty i tkaniny ludowe w Wielkopolsce, 1987